# Lista över ledamöter av Sveriges ståndsriksdag 1865–1866
Ledamöter av Sveriges ståndsriksdag 1865–1866.

## Borgarståndet (påbörjad)
| Riksdagsledamot              | Yrke                     | Valkrets           | Anmärkningar |
| ---------------------------- | ------------------------ | ------------------ | ------------ |
| Johan Gustaf Schwan          | Grosshandlare            | Stockholms stad    |              |
| Fredrik Adolf Rinman         | Grosshandlare            | Stockholms stad    |              |
| Lars Johan Hierta            | Grosshandlare            | Stockholms stad    |              |
| August Blanche               | Redaktör                 | Stockholms stad    |              |
| Lars Johan Lovén             |                          | Stockholms stad    |              |
| Eduard Ljungberg             | Notarie                  | Stockholms stad    |              |
| Holdo Stråle af Ekna         | Disponent                | Stockholms stad    |              |
| Carl August Pettersson       | Kakelugnsmakare          | Stockholms stad    |              |
| Alfred Hilarion Wistrand     | Professor                | Stockholms stad    |              |
| Wilhelm Dufwa                | Direktör                 | Stockholms stad    |              |
| Lars Vilhelm Henschen        | Rådman                   | Uppsala stad       |              |
| Johan Olof Sundvallsson      | Redaktör                 | Uppsala stad       |              |
| William Magnus Ekelund       | Grosshandlare            | Norrköpings stad   |              |
| Jöran Sääf                   | Fabriksidkare            | Norrköpings stad   |              |
| Carl Fredrik Wærn            | Grosshandlare            | Göteborgs stad     |              |
| Julius Lindström             | Grosshandlare            | Göteborgs stad     |              |
| Johan Peter Bager            | Handlande                | Malmö stad         |              |
| August Falkman               | Rådman                   | Malmö stad         |              |
| Johan Ödmansson              | Borgmästare              | Landskrona stad    |              |
| Johan August Siljeström      | Landssekreterare         | Kalmar stad        |              |
| Gustaf Carl Witt             | Kaptenlöjtnant           | Karlskrona stad    |              |
| Henric Vougt                 | Stadsfogde               | Nyköpings stad     |              |
| Fredrik Carlsson i Västervik | Handlande                | Västerviks stad    |              |
| Erik Daniel Grape            | Grosshandlare och rådman | Gävle stad         |              |
| Per Murén                    | Industriidkare           | Gävle stad         |              |
| Carl Johan Bergman           | Lektor                   | Visby stad         |              |
| Victor Beronius              | Gruvläkare               | Falu stad          |              |
| Göran Niklasson              | Handlande                | Halmstads stad     |              |
| Carl Bohmansson              | Rådman                   | Kristianstads stad |              |
| Fritz Rooth                  | Handlande                | Helsingborgs stad  |              |
| Edvard Meyer                 | Grosshandlare            | Karlshamns stad    |              |
|                              |                          | Ängelholms stad    |              |
| Sven Trägårdh                | Borgmästare              | Ystads stad        |              |
| Gustaf Edvard Widell         | Rektor                   | Marstrands stad    |              |
|                              |                          | Varbergs stad      |              |
| Albert Engvall               | Handlande                | Västerås stad      |              |
| Arvid Ludvig Holmqvist       | Rådman                   | Arboga stad        |              |